# (2282) Andrés Bello
(2282) Andrés Bello (1974 FE; 1931 AC1; 1951 EH2; 1962 QC; 1974 HO; 1979 YL) ist ein Asteroid des inneren Hauptgürtels, der am 22. März 1974 vom chilenischen Astronomen Carlos Torres am Cerro El Roble-Observatorium am Cerro El Roble im Nationalpark La Campana (IAU-Code 805) entdeckt wurde.

## Benennung
(2282) Andrés Bello wurde nach Andrés Bello (1781–1865), einem venezolanisch-chilenischen Völkerrechtler, Diplomaten, Philosophen, Philologe und Dichter. Er war der erste Rektor der Universidad de Chile. 1852 war er beim Aufbau des National Astronomical Observatory of Chile beteiligt und überredete die chilenische Regierung, Equipment von einem Forscherteam aus den Vereinigten Staaten unter der Leitung des Astronomen James Melville Gilliss zu kaufen. Der Asteroid wurde 1981 anlässlich seines 200. Geburtstags nach Bello benannt.